# Bon Secours Wellness Arena
El Bon Secours Wellness Arena, conocido originalmente como BI-LO Center, es un recinto multiusos situado en el centro de la ciudad de Greenville, en Carolina del Sur, Estados Unidos.
Es la sede del equipo de los Greenville Swamp Rabbits de hockey sobre hielo de la ECHL, contando en la actualidad con una capacidad para 15 951 espectadores para ese deporte y 17 000 para el baloncesto.

## Historia
El pabellón fue construido en 1998 con un coste de 63 millones de dólares, con la denominación de BI-LO Center, para reemplazar Greenville Memorial Auditorium, que había quedado desfasado, y que fue demolido el 20 de septiembre de 1997 en un lugar ubicado al otro lado de la calle del nuevo recinto.
Los derechos de denominación del recinto fueron comprados por la empresa holandesa de distribución minorista Ahold, entonces propietaria de la cadena de supermercados BI-LO, que había sido fundada en la cercana Mauldin y que todavía tenía su base allí en aquel momento.

## Eventos
A lo largo de su historia se han disputado primeras o segundas rondas del Torneo de baloncesto de la NCAA en dos ocasiones, 2002 y 2017.
Ha sido también la sede de infinidad de conciertos de todos los estilos, con grupos y solistas como Eagles, Garth Brooks, Luke Bryan, Pearl Jam, Eric Church, Bon Jovi, Pearl Jam, Jay-Z, Backstreet Boys, Britney Spears, Red Hot Chili Peppers, Foo Fighters, Ricky Martin o NSYNC entre muchos otros.